# Thích nghi đẳng nhớt
Thích nghi đẳng nhớt (tiếng Anh: homeoviscous adaptation) là sự thích nghi của thành phần lipid màng tế bào để giữ tính lỏng của màng ở mức cân bằng.
Việc duy trì tính lỏng màng tế bào ở mức thích hợp có tầm quan trọng quyết định đối với chức năng và tính toàn vẹn của tế bào, cần thiết cho tính di động và chức năng của protein và lipid khảm trên mảng, khuếch tán protein và các phân tử khác qua màng cho các phản ứng tín hiệu và chia tách cân đối màng trong quá trình phân bào.
Một yếu tố quyết định lý sinh cơ bản của tính lỏng của màng là sự cân bằng giữa các axit béo bão hòa và không bão hòa. Điều hòa tính lỏng của màng đặc biệt quan trọng trong các sinh vật biến nhiệt như vi khuẩn, nấm, nguyên sinh vật, thực vật, cá và động vật ngoại nhiệt. Khuynh hướng chung là gia tăng axit béo không bão hòa ở nhiệt độ sinh trưởng thấp và gia tăng axit béo bão hòa ở nhiệt độ cao hơn.